# Michel Pavon
Pour les articles homonymes, voir Pavon.
Michel Pavon est un footballeur puis entraîneur français, né le 7 novembre 1968 à La Ciotat dans le département des Bouches-du-Rhône.

## Biographie
Fils du footballeur Pépito Pavon et père du golfeur Matthieu Pavon, il est formé au ES Torigny. Il fait ses débuts en première division en 1986 et jouera pour Toulouse jusqu'en 1994, année où il est transféré au Montpellier HSC.
Après seulement deux saisons sur les bords de la Méditerranée, il part pour les Girondins de Bordeaux, club où il se forge un joli palmarès. Milieu de terrain défensif, il se reconvertit d'attaquant à milieu défensif, puis devient capitaine des Girondins pendant quatre saisons. Il est sacré champion de France en 1999.
En 2000, il signe un contrat de trois ans avec le club espagnol du Betis Séville, à l'époque en deuxième division, mais il mettra finalement un terme à sa carrière de footballeur professionnel la saison suivante. En octobre 2003, il succède à Élie Baup en tant qu'entraîneur des Girondins de Bordeaux. Il restera à ce poste jusqu'en 2005, devant céder sa place à Ricardo pour cause d'ennuis de santé. Il fait ensuite partie de la cellule recrutement des Girondins.
Le 25 mai 2010, Jean Tigana annonce que Michel Pavon sera son adjoint à Bordeaux pour la saison 2010/2011. L'entraîneur girondin déclare : « Michel sera mon second et il animera les séances d'entraînement ». Leur collaboration s’arrêtera néanmoins le 24 février 2011, due à la crise de résultats du club au scapulaire et des tensions présumées entre les deux hommes.
Le 23 mars 2012, il devient président du club de rugby de la ville de Libourne, l'UAL, succédant à Jean-Pierre Pallaro, qui avait démissionné à cause des problèmes financiers rencontrés par le club.
Durant la saison 2013-2014, il entraîne l'ES Blanquefort puis il devient l’année suivante l'entraîneur du Football Club Libourne.

## Repères joueur
- 1er match en Ligue 1 : Paris SG - Toulouse FC (le 8 novembre 1986 au Parc des Princes), victoire 3 buts à 2 de Toulouse.

## Palmarès joueur
- Champion de France en 1999 avec les Girondins de Bordeaux
- Finaliste du Trophée des champions en 1999 avec les Girondins de Bordeaux
- Finaliste de la Coupe de la Ligue en 1997 et 1998 avec les Girondins de Bordeaux
- Finaliste de la Coupe de la Ligue en 1994 avec le Montpellier HSC
- Vainqueur du Tournoi de Toulon avec l'Équipe de France espoirs en 1989
- 379 matches et 41 buts en Ligue 1

## Carrière entraîneur
- 2003-2004 : Girondins de Bordeaux
- 2010-2011 : Entraîneur adjoint de Jean Tigana aux Girondins de Bordeaux
- 2013-2014 : ES Blanquefort
- 2014-2017 : FC Libourne
- 2017-2018 : AS Cannes[6]